# Двигуни Nissan RB
Двигуни Nissan серії RB є бензиновими, 6-ти поршневими, рядними, 2.0-3.0 літровими двигунами вироблені компанією Nissan з 1985 по 2004 р.
Обидві версії двигуна з одним кулачковим валом (SOHC) і двома (DOHC) випускалися з алюмінієвою головою. У версій SOHC 2 клапани на циліндр, і у версій DOHC 4 клапани на циліндр; всі контури кулачка переміщують тільки один клапан. У всіх двигунів RB є кулачки з ремінним приводом і блок з чавуну. У більшості турбо моделей турбонагнітач з проміжним охолодженням (винятками є однокамерний RB20ET і двигун RB30ET), і більшість обладнані клапаном скидання надлишкового тиску (blow-off) (винятки Laurel і Cefiro), використовується для скидання надлишкового тиску, створюваного у впускному колекторі при швидкому закритті дросельної заслінки. Так само, існує варіант скидання надлишкового тиску в початок такту впуску (bypass).
Надмірний тиск утворюється внаслідок зниження передачі, при скиданні газу (коли дросель закритий).
Деякі джерела вказують, що «RB» ім'я означає («Race breed»), хоча це оспорюється. Двигуни Nissan RB є похідними від шестициліндрового L20A, який має такий же діаметр і хід, як і RB20. Всі RB двигуни були вироблені в Yokohama, Японії де зараз виробляються VR38DETT. Деякі RB двигуни були переобладнані Nissan-м NISMO підрозділом Omori Factory в Токіо. Всі Skyline GT-R Z-Tune були переобладнані в Omori Factory. Японські каталоги розшифровують серію RB як Response&Balance.

## Діаметр і хід циліндра
Всі двигуни Nissan слідують за угодою позначення, ідентифікуючи машинну серію (в цьому випадку, RB), існуючі особливості — подивитись (список двигунів Nissan) для деталей.

 Стокові розміри для двигунів RB; 

RB20 — 2,0 л (1998 куб.см, отвір: 78.0 мм, хід: 69,7 мм) 

RB24 — 2,4 л (2428 куб.см, отвір: 86,0 мм, хід: 69,7 мм) 

RB25 — 2,5 л (2498 куб.см, отвір: 86,0 мм, хід: 71,7 мм) 

RB26 — 2,6 л (2568 куб.см, отвір: 86,0 мм, хід: 73,7 мм) 

RB30 — 3,0 л (2962 куб.см, отвір: 86,0 мм, хід: 86,0 мм) 

«D» вказує на twin-cam (два кулачкові вали) 

«E» вказує, що двигун працює за допомогою електронної подачі палива 

«S» вказує, що двигун карбюраторний 

«Т» вказує, що у двигуна встановлений турбонагнітач 

«ТТ» вказує, що у двигуна встановлена пара турбонагнітачів

## RB20
Існували різні версії 2,0 л RB20 двигунів :
- RB20E — з одним кулачковим валом (96 до 110 кВт (130 до 145 к.с.) @ 5600 об / хв, 167 до 181 Н · м (17 до 18,5 кгс · м) @ 4400 об / хв)
- RB20ET — з одним кулачковим валом і турбонагнітачем (125 кВт (170 к.с.) @ 6000 об / хв, 206 Н · м (21,0 кгс · м) при 3200 об / хв)
- RB20DE — з двома кулачковими валами (110 до 114 кВт (150 до 155 к.с.) @ 6400 об / хв, 181 до 186 Н · м (18,5 до 19 кгс · м) @ 5600
- RB20DET — з двома кулачковими валами і турбонагнітачем (158 кВт (215 к.с.) @ Н · м (27,0 кгс · м) при 3200 об / хв)
- RB20P — з одним кулачковим валом (94 к.с. @ 5600 об / хв і 142 Н · м @ 2400 об / хв)
- RB20DET-R — з двома кулачковими валами і турбонагнітачем (210 к.с. @ 6400 об / хв і 245 Н · м @ 4800 об / хв
- NEO RB20DE — з двома кулачковими валами 155 к.с., покращений низький крутний момент з метою зниження споживання палива та викидів.

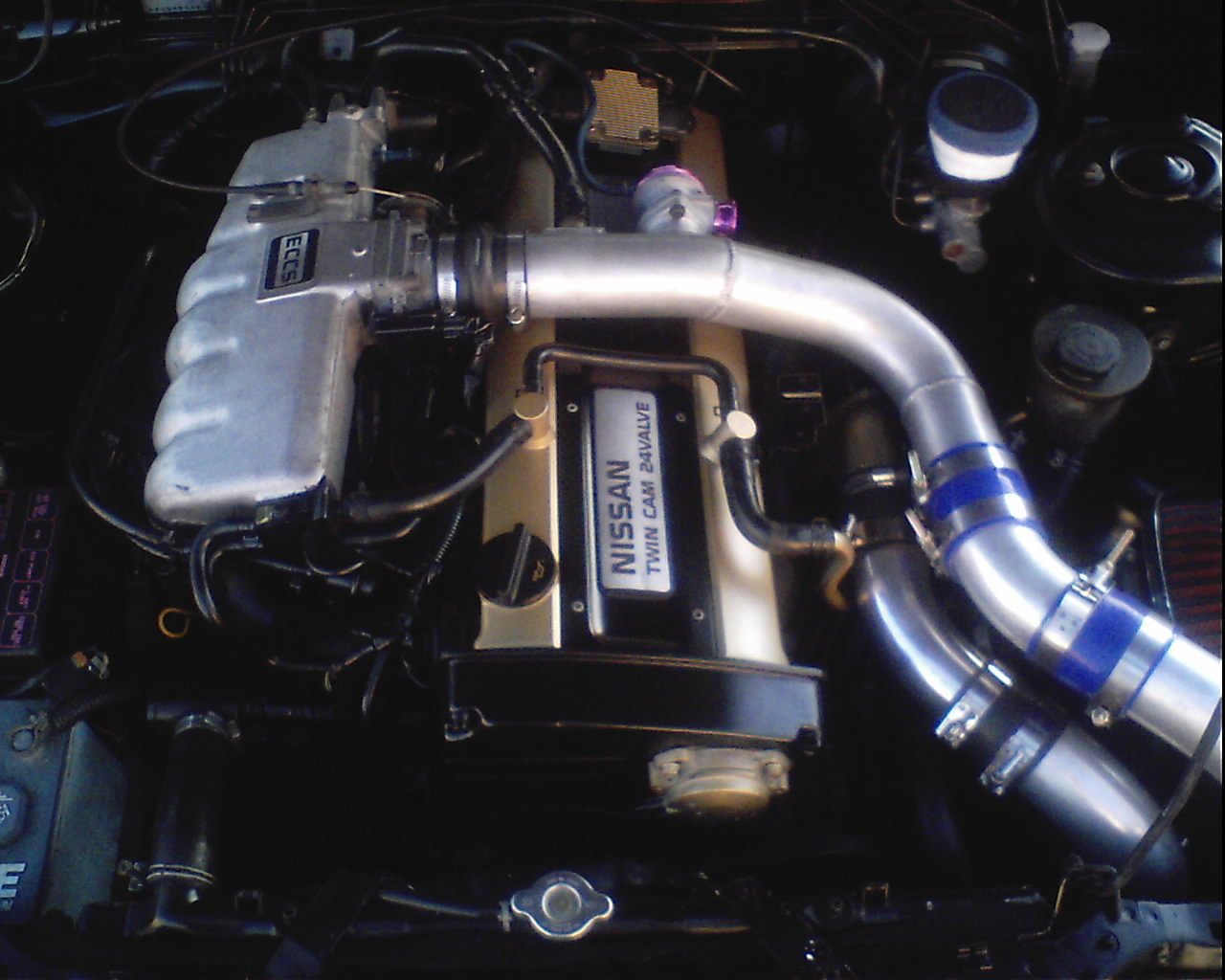
RB20DET «свапнутий» в Nissan 240SX

Перші RB20ET/DE/DET двигуни були встановлені на HR31 Skyline. Ранні двигуни з двома верхніми кулачковими валами взагалі згадуються як «Red Top», так як вони мають червоні кришки. Ранні двигуни з двома верхніми кулачковими валами використовували NICS (Nissan Induction Control System) системою впорскування, а пізніше Twin Cam двигунів, використовуваних ECCS (в електронному вигляді концентрованих Control System). Більш пізні версії в яких використані ECCS управління двигуном, відкинуто дванадцять крихітних бігунів взамін шести набагато більших (хоча вони зберегли дванадцять портів на голові). RB20E був також встановлений на деяких Holden Commodores (В. Л. Commodore) продається в Новій Зеландії, а також A31 Cefiro.Z31 200ZR був оснащений проміжним RB20DET типу мережевих інтерфейсів. -->

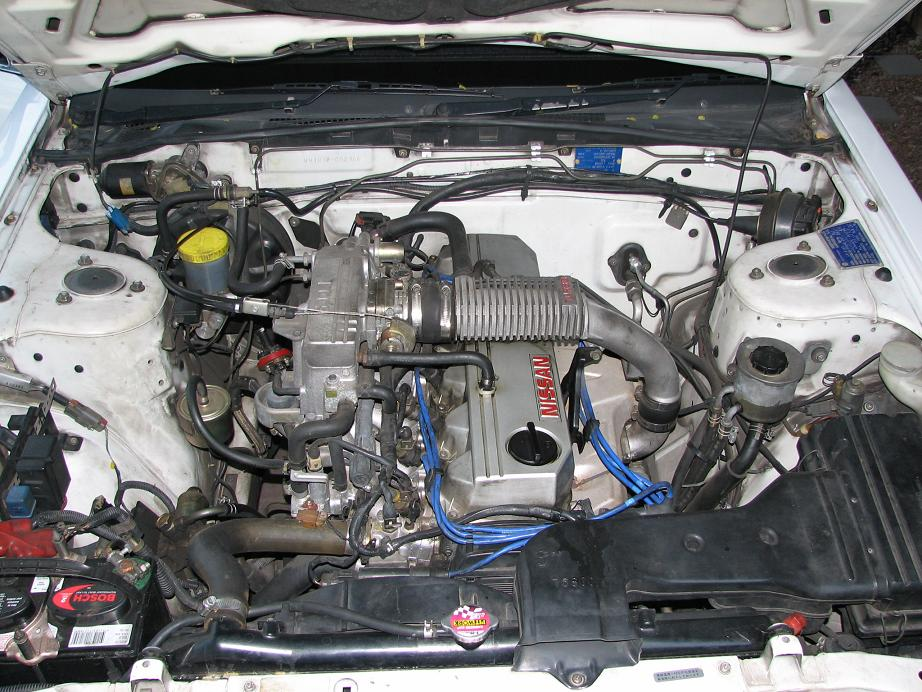
RB20ET двигун в R31 Passage Wagon

Laurel, R32 Skyline і Cefiro використовували друге покоління (1988–1993) RB20E/DE/DET. Це був поліпшений дизайн головки, і використовувалася ECCS система уприскування. Такі двигуни були відомі як «Silver TOP»
Кут повороту кулачкового вала RB20DE 232 ° in, 240 ° ex: 7.3 мм in, 7.8 мм ex, кулачкового вала RB20DET 240°in, 240°ex: 7.3 мм в, 7.8 мм
RB20DET-R був використаний в Nissan Skyline 2000GTS-R (HR31) обмеженою партією в 800 штук.
RB20P бензиновий +зріджений нафтовий газ версії RB20, але з 12 клапанами (OHC).

## RB24S

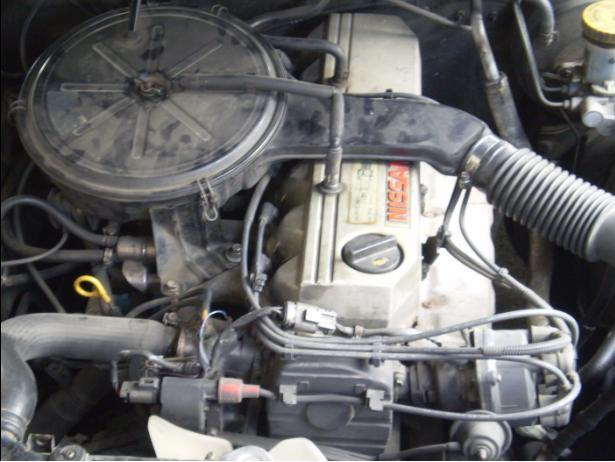
Двигун Nissan RB24S, Карбюраторний, з одним кулачковим валом, в Латинській Америці маркувався як Laurel Altima A31 (экспортне ім'я для ринку — A31 Cefiro)

Це відносно рідкісний двигун, оскільки він не вироблявся для внутрішнього ринку Японії. Двигун був встановлений на ліворукі Nissan Cefiro, що експортується з Японії. Механічно це зроблено з голови RB30E, блоку RB25DE/DET і кривошипа RB20DE/DET з поршнями заввишки 34-міліметра. Цей двигун карбюраторний замість інжекторного Nissan ECCS. Загальна модифікація повинна відповідати Twin Cam голові від інших двигунів RB серії, зберігаючи при цьому настройки карбюратора. Стандартна форма з одним кулачковим валом видавала 141 к.с. при 5000 обертах на хвилину і 197 Н * м крутного моменту при 3000 обертах на хвилину.

## RB25

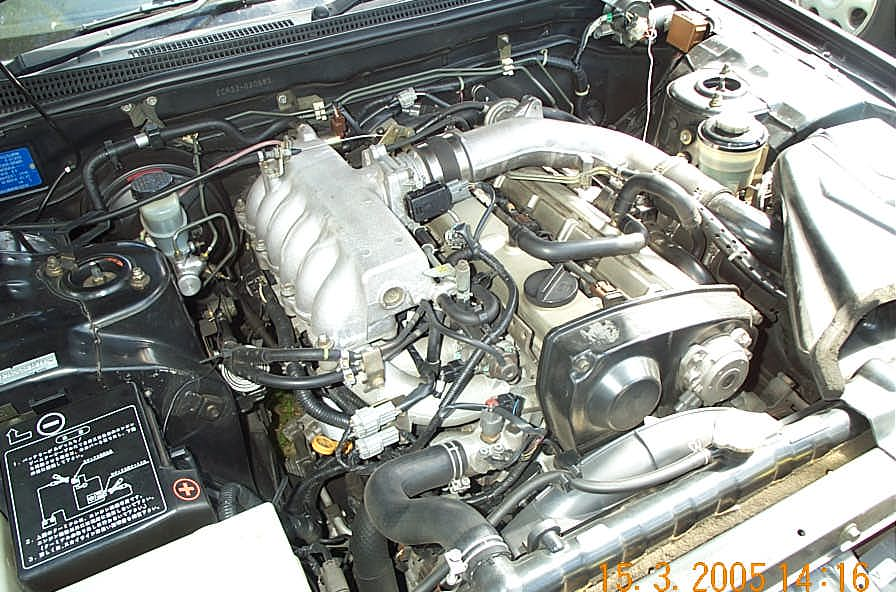
1993 RB25DET з VCT

2,5 літровий двигун RB25 був вироблений в чотирьох варіантах: 
- RB25DE — без турбонагнітача з двома кулачковими валами 140 кВт / 190 к.с. (180–200 к.с.) @ 6000 об / хв, 255 Н * м (26,0 кгс * м) при 4000 об / хв)
- RB25DET — з двома кулачковими валами з турбонагнітачем (T3 Turbo) (245 до 250 к.с. і 319 Н * м)
- NEO RB25DE — без турбонагнітача з двома кулачковими валами 147 кВт / 200 к.с. @ 6000 об / хв, 255 Н * м (26,0 кгс * м) при 4000 об / хв)
- NEO RB25DET — з двома кулачковими валами з турбонагнітачем (206 кВт (280 к.с.) @ 6400 об / хв, 362 Н * м (37,0 кгс * м) при 3200 об / хв)

Двигуни RB25DE з модифікацією DET, вироблені з серпня 1993 також, мали NVCS (Nissan Variable Cam System) для кулачка впуску. Це дало новому RB25DE більше потужності й крутного моменту при більш низьких оборотах в порівнянні з попередньою моделлю. З 1995 у RB25DE і RB25DET була переглянута електрична система, і у турбонагнітача на RB25DET встановили пластикове колесо компресора, а не з алюмінію. Взагалі ці двигуни згадуються як двигуни Другої Серії. Найбільш замітна зміна системи було введенням котушок запалювання з побудованим в електродах — запалюванням, тому електрод — палій спіралі, який був на попередніх моделях, не використовувався. Інші зміни: різні витратомір повітря, двигун ECU, датчика кута камери і датчик положення дросельної заслінки. Механічно серії 1 та серії 2, точно так само.

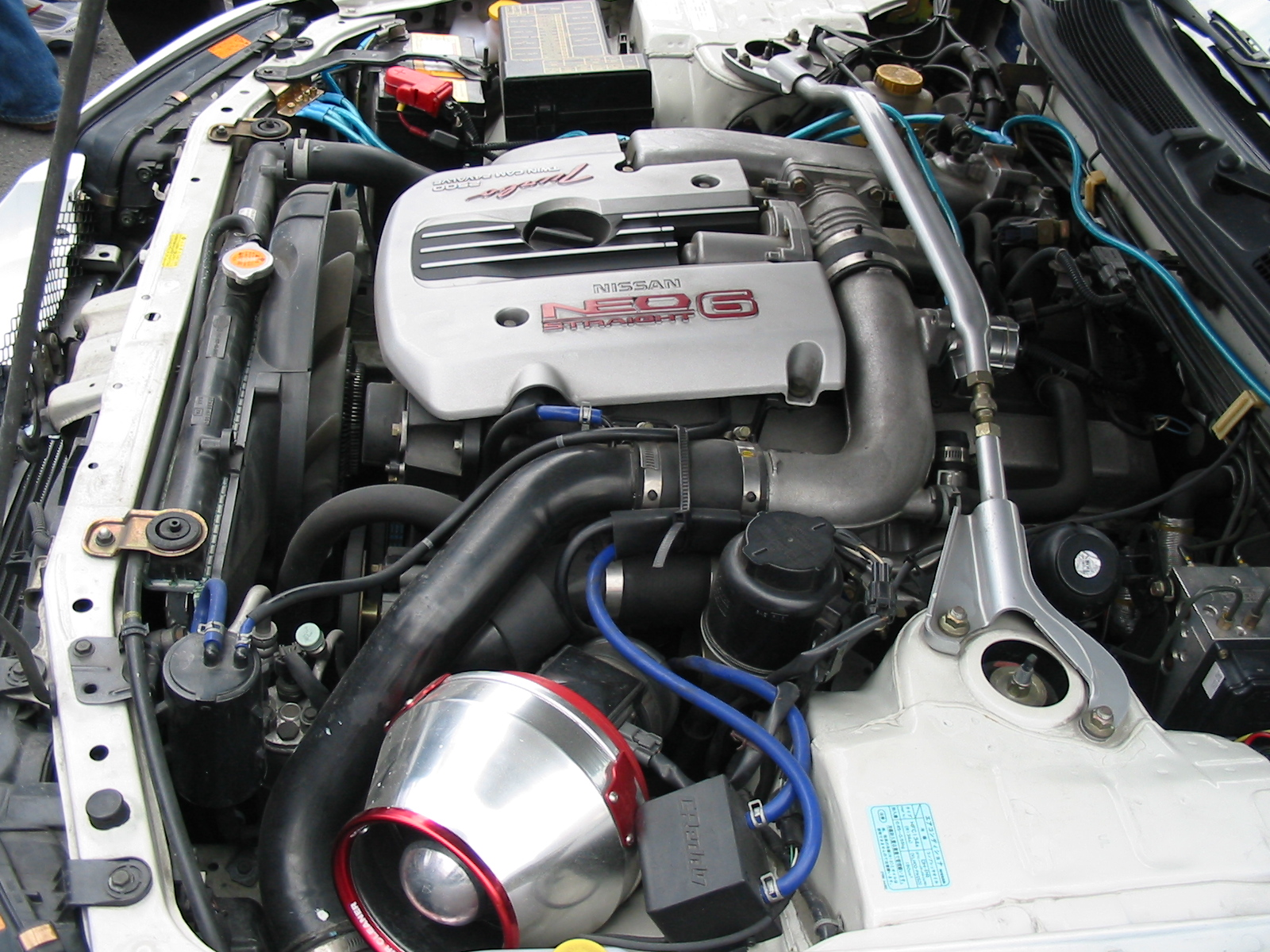
1998 NEO RB25DET

У травні 1998 була пристосована голова NEO, яка дозволила двигуну бути класифікованим, як автомобіль з низьким рівнем викидів (LEV) через їх більш низької витрати палива і виходу емісії. NEO очолюють показанні тверді підйомні пристосування, а не гідравлічні, переглянуті кулачкові вали і переглянутий випускний колектор, особливо RB25DE NEO, у якого було два вхідних отвори, що входять у випускний колектор. Камера згоряння голови меншого розміру, таким чином, шатуни спекуляції GT-R використовуються, щоб дати компенсацію. Встановлено більш великий турбонагнітач OP6.Деякі з них також використовували N1 масляний насос щоб допомогти впоратися з проблемами, поломки, високих оборотах.
Атмосферний RB25DE був встановлений на R32 Skyline, атмосферний і з турбонагнітачем був встановлений на R33 Skyline і WC34 Stagea. З виходом R34 Skyline використовувався — NEO RB.
R32 Skyline RB25DE кут повороту кулачкового вала 240°, 232°: 7.8 мм, 7.3 мм

R33 Skyline RB25DE кут повороту кулачкового вала 240°, 240°: 7.8 мм, 7.8

RB25DET кут повороту кулачкового вала °, 240°: 7.8 мм, 7.8 мм

RB25DE NEO кут повороту кулачкового вала 236°, 232°: 8.4 мм, 6.9 мм

RB25DET NEO кут повороту кулачкового вала °, 232°: 8.4 мм, 8.7 мм

## RB26DETT
Двигун RB26DETT — це 2.6 літровий рядний, 6-ти циліндровий двигун компанії Nissan, який використовувався в основному в 1989–2002 рр Nissan Skyline GT-R. Блок циліндрів RB26DETT зроблений з чавуну, головка циліндрів виконана з алюмінію. Головка циліндрів містить 24 клапана (4 клапани на циліндр), і використовує подвійний кулачковий вал. Впорскування RB26DETT відрізняється від інших серій двигунів RB в тому, що він має шість окремих дросельних заслінок замість однієї. Двигун також використовує паралельну систему Twin Turbo. Турбонагнітач розташований так, що фронтальний турбонагнітач працює на перші 3 циліндра, а задній — на задні 3 циліндра. Турбонагнітачі одного розміру T28-типу керамічних, і встановлюються на вейстгейт, щоб обмежити тиск наддуву до 10 psi, хоча Skyline GT-R має вбудований обмежувач на 14 psi.
Перший RB26DETT з подвійним турбокомпресором виробляв близько 280 к.с. (206 кВт) 6800 об/хв і 353 Н*м 4400 об/хв. Остання серія RB26DETT виробляє 280 к.с. (206 кВт) 6800 об / хв і 404 Н*м 4400 об / хв. Однак, кілька вимірів немодифікованих двигунів були випробувані на діностенді і виміри показали 330 к.с. причиною такої розбіжності є джентльменська угода між японськими автовиробниками, які вирішили обмежити потужність двигуна будь-якого автомобіля до 280 к.с. (276 к.с.).
Цей двигун широко відомий своїми характеристиками і вкрай високим потенціалом для тюнінгу так само, як 2JZ-GTE двигун Toyota. Не є рідкістю досягнення 600 к.с. які можуть бути отримані без модифікації нутрощів двигуна. При регулярному обслуговуванні, багато з цих двигунів проїжджали 160000 км, а деякі так і всі 320 тисяч км. З надзвичайною модифікацією двигун RB26 здатний виробляти потужність понад 1 мегават (або більш ніж 1340 кінських сил).
|                | Довжина  | Довжина   | Підйом   | Підйом    |
| Кулачковий вал | Впускний | Випускний | Впускний | Випускний |
| RB26DETT       | 240°     | 236°      | 8.58mm   | 8.28mm    |
| RB26DETT N1    | 240°     | 236°      | 8.58mm   | 8.28mm    |

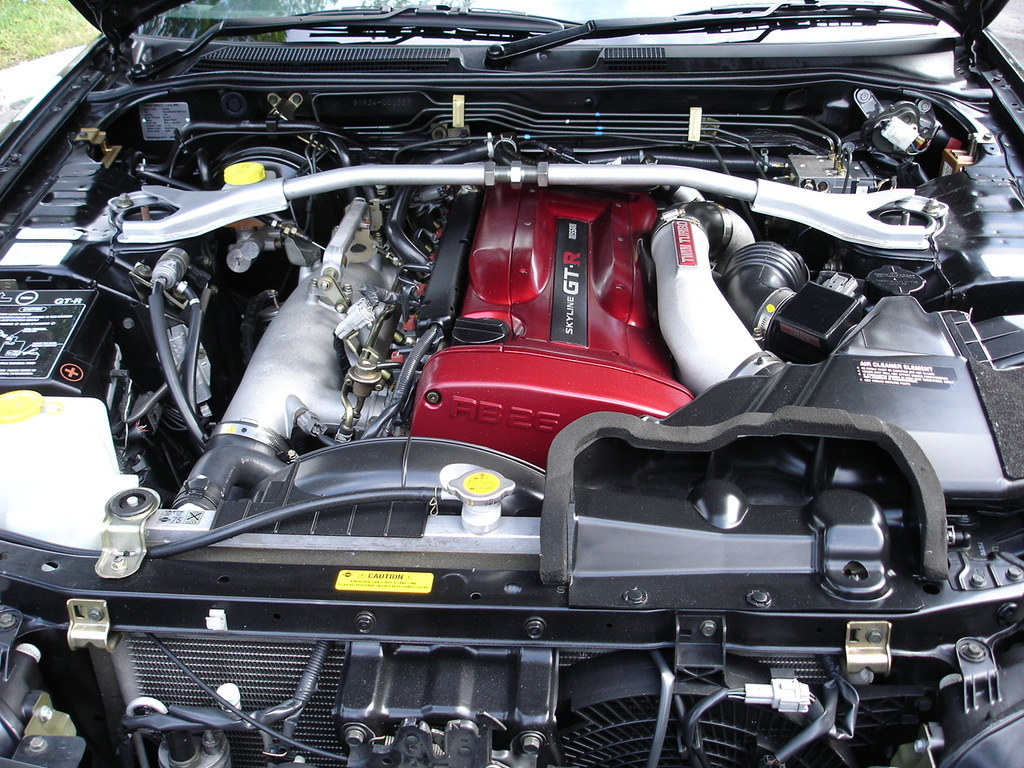
RB26DETT встановлений на R34 GT-R.

Для R32 RB26, випущених до 1992 р., існує проблема масляного голодування, оскільки масляний насос був занадто малий, що в кінцевому підсумку і приводило до нестачі мастила на високих оборотах. На пізніших версіях RB26 дану проблему усунули. Виробники запчастин роблять збільшені масло-насоси для виправлення цієї проблеми. Спочатку GT-R був запланований так, щоб встановити 2.4L RB24DETT, і конкурувати в 4000 см³ класі (обсяг множиться на 1,7, якщо двигун з турбонагнітачем). Це було, коли Nismo проектував R32 GT-R, щоб потрапити в «Групу А» гоночних автомобілів. Але коли інженери додали повнопривідну систему, вона зробила автомобіль важким і менш конкурентоспроможним. Nismo ухвалив рішення зробити двигун 2.6L twin turbo, і конкурувати в 4500 см³ класі, що приводить до відомого на сьогодні RB26DETT.
RB26DETT встановлювався на наступних автомобілях:
- Nissan Skyline GT-R BNR32
- Nissan Skyline GT-R BCNR33
- Nissan Skyline GT-R BNR34
- Nissan Skyline Autech GTS-4  ENR33 GTS-4 атмосферний RB26DE
- Nissan Stagea 260RS

## RB26DETT N1
RB26DETT N1 є зміненою версією двигуна RB26DETT, розробленого Nismo (Nissan Motorsports) для Групи «A» та Групи «N» мотоспорт. Інженери Nismo прийшли до висновку, що стандартний двигун RB26DETT вимагав надто складного і багаторазового обслуговування при використанні в гоночних автомобілях Групи-A або Групи-N і відповідно спроектували блок N1. У Nismo встановили колінчастий вал більш високої міцності, ніж стоковий, оскільки під час гонок двигун RB26DETT працював, в основному, між 7000 і 8000 оборотів в хвилину. Двигун також отримав поліпшення, що торкнулися кількості води і масляних каналів у блоці двигуна. Поршні і поршневі кільця були також модернізовані до 1,2 мм, двигун версії N1 також мав модернізовані кулачкові вали і турбонагнітачі. Хоча всі версії RB26DETT N1 двигуна використовували турбокомпресори Garrett T25, специфікації турбокомпресора змінилися у версії двигуна встановлюваного на R34. У двигунах, що встановлювалися на R32, R33 використовували T25 турбокомпресори з роликовими підшипниками. В R34 RB26DETT N1 використовується Garrett GT25 турбонагнітач з кульковими підшипниками. Найбільше розходження між турбонагнітачами, використовуваними в двигуні N1, і стандартному двигуні RB26DETT, те, що турбінні колеса у версії N1 зроблені зі сталі, а не кераміки, використовуваної для стандартних турбонагнітачів RB26DETT. Керамічні турбінні колеса, дуже ненадійні при використанні на високих оборотах (це пов'язано зі зростанням величини відцентрових сил при збільшенні швидкості обертання і недостатньою міцністю керамічних елементів). З такими досягненнями в технології виробництва, як ущільнення і використання різних матеріалів, двигун N1 теоретично, може виробляти понад 2000 к.с. (1500 кВт). Nismo RB26DETT N1 Блок двигуна використовує 86-міліметрові отвори, які можна збільшити або до 87 мм або до 88 мм, блок N1 з маркуванням 24U, тоді як стандартний блок RB26DETT відзначений з 05U. RB26DETT N1 блок сумісний з усіма автомобілями Skyline GT-R.

## RB28Z2
Двигун, що використовується в Nissan Skyline GT-R Z-Tune. Блок циліндрів більш надійний, ніж N1, збільшений об'єм до 2.8 л (87.0 x 77.7 мм). Результат — RB28Z2, який видає понад 630 к.с. (470 кВт) і близько 700 N · м крутного моменту, але тоді довелося б повозитися з чистотою вихлопу і її відповідністю екологічним стандартам Японії, тому обмежились 510 к.с. (375 кВт) і 550 N · м крутного моменту. За бажанням власника обмеження знімали безкоштовно після покупки.

## RB30
Були виготовлені чотири моделі 3.0 L RB30, які виготовлялися 1985–1991:
- RB30S GQ Patrol — карбюраторний одновальний
- RB30E VL Commodore — електронне впорскування, одновальний (114 кВт @ 5200 об / хв, 247 Н * м (25,2 кгс * м) при 3600 об / хв)
- RB30E R31 Skyline — електронне впорскування, одновальний (117 кВт @ 5200 об / хв, 252 Н * м (25,2 кгс * м) при 3600 об / хв)
- RB30ET VL Commodore — електронне впорскування, одновальний, з турбонагнітачем (150 кВт @ 5600 об / хв, 296 Н * м @ 3200 об / хв)

Цей двигун був виготовлений і використовувався в Skyline, Patrol, Terano, і на правах, куплених компанією Holden, тому що Голден 202 (3,3 л) вже не міг задовольнити вимогам жорсткості викидів, необхідних для роботи на неетильованому бензині (до 1986 швидка заміна була просто необхідна). Nissan Motor Co. продала RB30E компанії Holden для VL Commodore. RB30E в VL страждав від головки циліндра, що розколюється через радіатор, встановленого нижче в моторному відсіку — все повітря піднімався до голівки блоку циліндрів. Ця проблема була дозволена для Nissan Skyline R31, так як радіатор був встановлений вище. Двигун був досить надійним, не рахуючи цю проблему. RB30S встановлювався в деяких близькосхідних Skyline R31, Nissan Patrol. RB30E ставили в R31 Skyline і VL Commodores в Австралії, а також у Південній Африці R31 Skylines (з 126 кВт @ 5000 об / хв і 260 Н * м при 3500 об / хв).
RB30ET з турбонагнітачем (виробляє 150 кВт) встановлювали тільки в VL Commodore (доступним у всіх моделях) і складався з більш низького ступеня стиснення RB30E, більш потужного масляного насоса, турбонагнітача T3 Garret, 250 см³ інжекторів і різний впускний колектор. Сам двигун все ще популярний сьогодні в зміненій формі на австралійському Драг-рейсінгу.
Nissan Special Vehicles Division Australia виготовив дві обмежені моделі Skyline R31, GTS1 і GTS2. На них встановлювали трохи більш потужні двигуни RB30E за рахунок більш довгої фази відкриття клапанів.
- GTS1 RB30E — одновальний (130 кВт @ 5500 об / хв, 255 Нм (26,0 кгс * м) при 3500 об / хв) — спеціальний профіль кулачкового вала, спеціальний вихлоп
- GTS2 RB30E — одновальний (140 кВт @ 5600 об / хв, 270 Н * м (27,5 кгс * м) при 4400 об / хв) — спеціальний профіль кулачкового вала, спеціальний вихлоп, Piggi Back комп'ютер, портінг клапанів.

## RB30DE
Цей рідкісний двигун був використаний в Tommy Kaira M30, який базується на R31 Skyline GTS-R. Змінена голова RB20DE була закріплена болтами на блоці RB30E. Він видавав 177 кВт (240 к.с.) @ 7000 об/хв і 294 Н*м (30,0 кгс*м) при 4800 об/хв.

## RB30DET

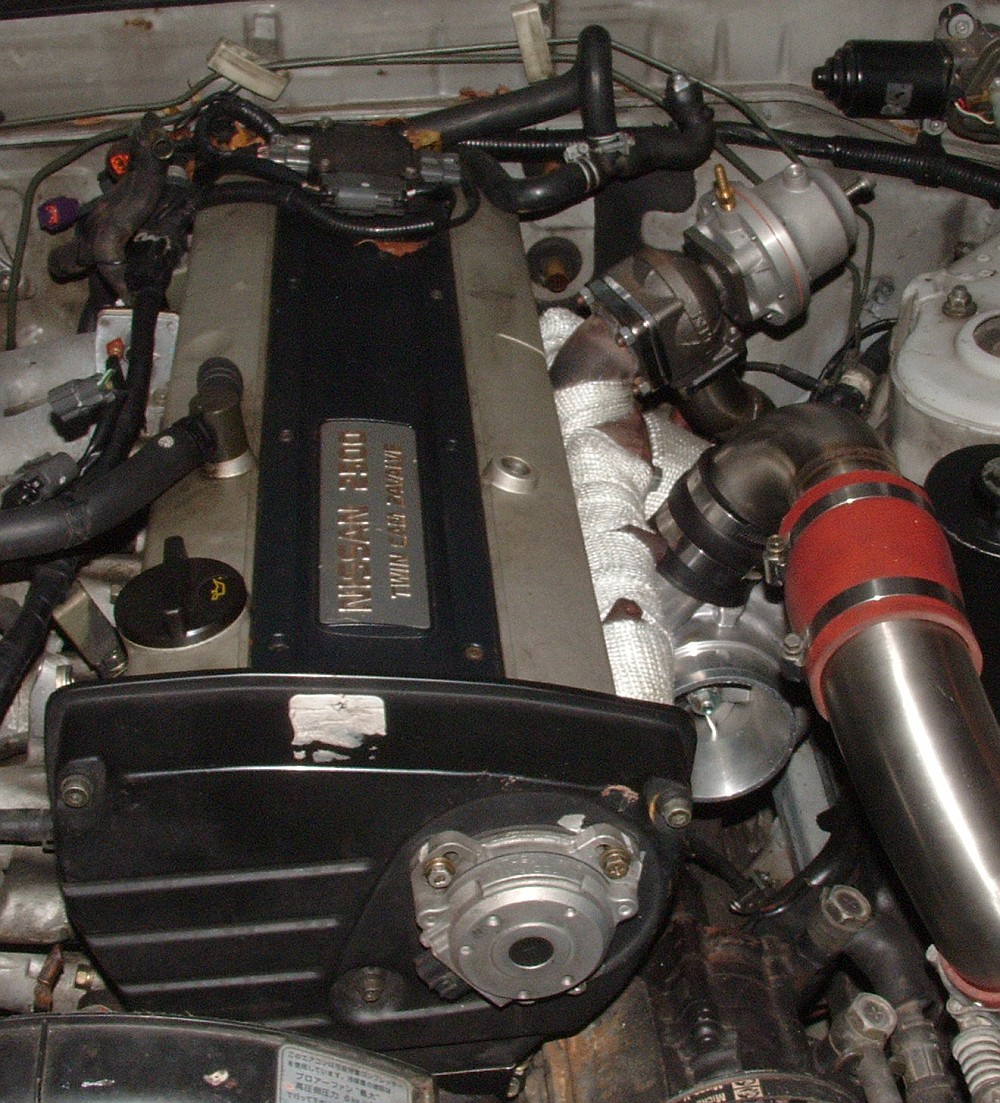
RB30DET — R31 RB30E блок, R32 RB25DE голова.

Nissan не виробляє цей двигун, але це турбований двигун, що використовує RB30E блок з двохвальною головкою блоку. Розробили такий гібрид в Австралазії (званий RB25 / 30 або RB26 / 30) з використанням RB30E блоку в парі з RB25DE, RB25DET або RB26DETT головки блоку циліндрів і турбонагнітачем (RB20DE, і голови DET не використовуються, оскільки отвори відрізняються в розмірі: RB30 86.0- міліметровий RB20 78,0 мм, але були спочатку змінені і використовувалися на Томмі Кайра Rb30de, оскільки двигуна RB25 не існувало).RB25DE головка циліндра з А31 Cefiro C33 Laurel або R32 Skyline (non VCT) можуть бути використані, і ідеально підходять (хоча рекомендуються клапанні пружини від GT-R).RB25DET (від R33 Skyline або C34 Laurel або Stagea) голова також використовується, проте зовнішня подача масла повинні бути виготовлені для зміни фаз кулачкових валів (VCT) на RB25DET. Регулювання фаз кулачка може бути відключене взагалі. Це може бути необхідно, щоб зменшити розмір нафтових обмежувачів в блоці. Щоб запобігти руйнуванню при високій частоті обертання використовують двокамерний масляний насос.RB30DET — R31 RB30E блок циліндрів, R32 RB25DE головка блока. Установка Twincam голови з будь-якого з цих двигунів при стандартному стисненні RB30E блоку, дає ідеальне співвідношення стиснення для звичайного, цивільного двигуна з турбонагнітачем — 8.2: 1, (але краще завжди перевіряти стиснення при створенні цього двигуна, які можуть відрізнятися), що робить перетворення найбільш ефективно, на відміну від перетворення RB30E до RB30ET з високим ступенем стиснення, при використанні оригінальних болт-он комплектів. Хоча у цього двигуна і виходить більший об'єм, ніж у RB26DETT, максимально можлива потужність менша, оскільки блок RB30 відчуває нестачу у внутрішньому зміцненні, отже не терпить високих обертів через гармонійні проблеми на ~ 7500 оборотах на хвилину. Щоб це компенсувати, RB30DET виробляє більше крутного моменту при більш низьких оборотах через його більш довгий хід. Однак, як було відомо, досягли частот обертання двигуна до 11 тисяч обертів на хвилину з великим балансуванням і використанням голови RB26 з твердими підйомними пристосуваннями. Потужність RB30det в цій формі може далеко перевищити потужність RB26DETT, RB30DET. Зазвичай використовують тільки в RWD автомобілях, оскільки в них набагато легше його встановити. З повнопривідною установкою в GT-R або GTS4 — сполучна плата повинна відповідати повнопривідному піддону, оскільки його зразок відрізняється від RB30. Існує також комплект ‘RB30DETT’, вироблений OS Giken в Японії, яка зверху блоку двигуна використовує голову від RB26, і відповідає вкладишам, щоб дати 86-міліметровий отвір х 86-міліметровий хід. Це доступно як зібраний короткий блок, що містить хромово-молібденовий кривошип, H-подібні хромо-молібденові шатуни, ковані поршні вартістю 1 500 000¥ (17,900 USD).

## RB-X GT2
RB-X GT2 (спроектований і виготовлений REINIK) був спеціально спроектований для NISMO 400R. Різниця між цим двигуном і RB26DETT — те, що у двигуна збільшено об'єм (87,0 × 77,7 мм) до 2771 куб.см. Двигун виробляє 331 кВт або 450 к.с. при 6800 обертах на хвилину і 469 Н · м. при 4400 обертах на хвилину. Цей двигун був виготовлений з посиленим блоком циліндрів і головкою блоку циліндра, прокладка головки з металу, поршні з охолоджуючими каналами, кований колінчастий вал, ковані шатуни, N1 турбонагнітачі з посиленим приводом, повітряним фільтром нульового опору, пайпи з нержавійки, і спортивним каталізатором, чого не було запропоновано для звичайного RB26DETT. RB-X GT2 двигуни змагалися в LeMans 24hr гонках, та інших видах автоспорту. GT500 і Z-Tune двигуни також базуються на REINIK, хоча й пізніше вироблені в NISMO Omori Factory. 

REINIK також виготовив понад 20 RB28DET на основі R33 RB25DET. Ці двигуни були замовлені Prince Nissan дилерської мережі для спеціального видання R33 GT25t називається 280 Type-MR. Двигун був побудований для високого крутного моменту, і лише в 300 PS (295 к.с.) і 261 lb.ft крутного моменту.

## Строкер Кіти
Є багато строкер кітів (Stroker Kits) для RB Двигунів.

Доступні строкер кіти для RB Двигунів:
- RB20 — 2.2,2.4
- RB25 — 2.6,2.7,2.8
- RB26 — 2.7,2.8,2.9,3.0,3.15
- RB30 — 3.2(Nitto),3.3(RIPS),3.4(Spool Imports)